# Boisset-les-Prévanches
Boisset-les-Prévanches é uma comuna francesa na região administrativa da Normandia, no departamento de Eure. Estende-se por uma área de 7,43 km². Em 2010 a comuna tinha 485 habitantes (densidade: 65,3 hab./km²).